# Brachicheta
Brachicheta är ett släkte av tvåvingar. Brachicheta ingår i familjen parasitflugor.
Släktet innehåller bara arten Brachicheta strigata.